# Spherarmadillo schwarzi
Spherarmadillo schwarzi är en kräftdjursart som beskrevs av Richardson1907. Spherarmadillo schwarzi ingår i släktet Spherarmadillo och familjen Scleropactidae. Inga underarter finns listade i Catalogue of Life.